# Álvaro Jara
Álvaro Jara Hantke (Talca, 16 de junio de 1923 - 20 de abril de 1998) Fue un historiador chileno, Premio Nacional de Historia en el año 1990.
Nacido en Talca el 16 de junio de 1923, hijo de don José Jara Letelier y de doña Erna Hantke Jorgensen. Es hermano de la escritora Marta Jara. Estudió pedagogía en historia en el Instituto Pedagógico de la Universidad de Chile. Más adelante se especializó en Historia Económica en la École des Sciences Sociales en el College de Francia y en la Universidad de París. Su estancia en Francia le acercó a grandes de la historiográfia como Fernand Braudel, que le introdujeron en el concepto de la “nueva historia”. A su regreso a Chile trabajó en el Instituto de Historia de la Universidad de Concepción y como docente en la Universidad de Chile, hasta prácticamente su muerte.
Perteneció a los círculos intelectuales de izquierda, en parte por influencia de su hermana Marta Jara. En su juventud, como militante comunista, colaboró con Pablo Neruda mientras se ocultaba de la persecución en su contra durante el gobierno de Gabriel González Videla.
Su obra principal es Guerra y Sociedad en Chile, que no fue publicada originalmente en Chile sino que en Francia con el título de Guerre et société au Chili en 1961, por rechazo de los editores chilenos. Esta obra contenía una nueva visión sobre las temáticas de la conquista de Chile, más acorde con el movimiento de los anales que con la historiografía chilena clásica. Su edición en español por la Editorial Universitaria le convirtió en un clásico en Chile.
Recibió por su gran labor como docente y su novedad en el ámbito historiográfico el Premio Nacional de Historia en 1990.

## Obras
- Pineda y Bascuñan hombre de su tiempo (1954)
- Legislación indigenista de Chile (1956)
- El salario de los indios y los sesmos del oro en la Tasa de Santillán (1961)
- Guerre et société au Chili (1961) (versión en español Guerra y sociedad en Chile de 1971)
- Fuentes para la historia del trabajo en el Reino de Chile (1965)
- Tres ensayos sobre economía minera hispanoamericana (1966)
- Cautiverio feliz y razón individual de las guerras dilatadas del Reino de Chile (1973)
- Trabajo y salario indígena siglo XVI (1987)